# دلفي وأصدقائه
دلفي وأصدقائه مسلسل رسوم متحركة إسباني ويحكي المسلسل عن دلفين يدعى دلفي ولديه مجموعه من الاصدقاء يعيشون تحت سطح الماء ودائما ما يضايقهم بومبا ومساعده . تم دبلجة المسلسل إلى العربية وتم تقسيمة إلى 4 مواسم تمت دبلجة الأجزاء الثلاث الأولى باللهجة المصرية، أما الجزء الرابع فتمت دبلجته عن طريق مركز الزهرة باللغة العربية الفصحى.

## روابط خارجية
- دلفي وأصدقائه على موقع IMDb (الإنجليزية)
- دلفي وأصدقائه على موقع فيلمافينيتي (الإسبانية)
- دلفي وأصدقائه على موقع كينوبويسك (الروسية)